# Coleophora luteochrella
Coleophora luteochrella é uma espécie de insetos lepidópteros, mais especificamente de traças, pertencente à família Coleophoridae.
A autoridade científica da espécie é Baldizzone & Tabell, tendo sido descrita no ano de 2009.
Trata-se de uma espécie presente no território português.